# Décembre 1953

## Évènements
- 3 décembre : découverte d’un important gisement pétrolifère dans l’ouest de l’Australie.

- 4 - 6 décembre : VIe Congrès panafricain de Kumasi, organisé par Kwame Nkrumah[1].

- 4 - 8 décembre : sommet occidental aux Bermudes.

- 8 décembre : discours d'Eisenhower sur les Atoms for Peace à l'Assemblée générale des Nations unies.

- 12 décembre : Chuck Yeager atteint la vitesse de 2 655 km/h (Mach 2,435) et 21 340 m à bord du prototype Bell X-1. Décollant de la base aérienne militaire d'Edwards en Californie, il devient le premier homme à franchir Mach 2, soit deux fois la vitesse du son. Le fuselage de l'avion est inspiré par la balle de calibre 12,7 mm qui sort du canon d'un fusil à vitesse supersonique. Cet exploit fut le prélude au développement d'appareils toujours plus performants jusqu'à ce que les États-Unis décident de porter tous leurs efforts sur la recherche spatiale.

- 14 décembre : John Foster Dulles annonce une révision de la politique étrangère américaine si la CED n'est pas ratifiée.

- 15 décembre : premier vol du Pa-49, plus petit avion à réaction à aile delta du monde.

- 21 décembre : la première station radar volante, un Lockheed EC-121 Warning Star, arrive à la base aérienne de McClellal en Californie.

- 23 décembre, France : à l’élection présidentielle, René Coty est élu au suffrage indirect au 13e tour de scrutin par 477 voix contre 329 à son adversaire Édouard Naegelen. René Coty sera le dernier président de la IVe République et succède à Vincent Auriol.

- 29 décembre : Jean Dabos, pilote d'essai français, établit le nouveau record d’altitude en hélicoptère de moins de 500 kg à Villacoublay, avec son monoplace Djinn de la SNCASO à moteur Turbomeca Palouste : 4 789 mètres[2].

## Naissances
- 1er décembre : Antoine de Caunes, présentateur, producteur, humoriste, acteur, scénariste et réalisateur de cinéma français.
- 3 décembre : Robert Guédiguian, acteur et réalisateur français.
- 4 décembre :
  - Jean-Pierre Darroussin, acteur français.
  - Jean-Marie Pfaff, footballeur belge.
- 6 décembre : Masami Kurumada, célèbre mangaka japonais auteur entre autres de Saint Seiya.
- 8 décembre : Kim Basinger, actrice américaine.
- 9 décembre : 
  - John Malkovich, réalisateur et acteur américain.
  - Jean-Louis Gasset, footballeur et entraineur de football français.
- 13 décembre :
  - Bob Gainey, entraîneur de hockey canadien.
  - Ben Bernanke, économiste américain.
- 15 décembre : Eswarapatham Saravanapavan, éditeur de presse et homme politique tamoul srilankais.
- 16 décembre : Dominique Ouattara, première dame de côte d'Ivoire.
- 18 décembre : 
  - Daniel Poliquin, écrivain canadien.
  - Laure Olga Gondjout, femme politique gabonaise.
- 23 décembre : Holly Dale, réalisatrice et actrice canadienne.
- 27 décembre : José Ortega Cano, matador espagnol.
- 28 décembre : 
  - Richard Clayderman, pianiste français.
  - Bernard Minet, musicien, comédien et chanteur français.
- 29 décembre : Thomas Bach, escrimeur allemand et président du CIO.
- 30 décembre : Daniel T. Barry, astronaute américain.
- 31 décembre : Kadré Désiré Ouédraogo, Président de la Commission de la CEDEAO.

## Décès
- 6 décembre : Robert Godding, homme politique belge (° 8 novembre 1883)